# Ezio Donatini
Ezio Donatini (Palazzuolo sul Senio, 17 maggio 1888 – 17 luglio 1975) è stato un politico italiano, membro della Camera dei deputati nella I Legislatura.

## Biografia
Laureato in giurisprudenza, funzionario pubblico. Impegnato in politica con la Democrazia Cristiana, subito dopo la Liberazione, nel 1945 fu presidente della Deputazione provinciale di Firenze, rimanendo in carica fino al 1948.
Il 18 aprile 1948 venne eletto alla Camera dei deputati nella I legislatura della Repubblica Italiana. Membro della commissione Affari Istituzionali della Camera, nel 1949 fu il presidente del comitato di indagine che portò alla relazione denominata "Donatini-Molinaroli", la quale stabiliva che, in base a parametri storici e geopolitici, Catanzaro fosse il capoluogo della Regione Calabria: decisione che due decenni dopo generò i Moti di Reggio Calabria del 1970. Donatini concluse il proprio mandato parlamentare nel 1953.
Morì il 17 luglio 1975, all'età di 87 anni.